# Орлова (могила)
Курган Орлова могила — пам'ятка археології національного значення, курган біля села Лукіївка Нікопольського району Дніпропетровської області. Охоронний номер — 564.
Розташований за 2,75 км на південний схід від центру села, на вододільному плато, у верхів'ях річок Солона, Томаківка та Комишувата Сура. Виявлений у 1939 р. Нікопольською археологічною експедицією ІА НАНУ під керівництвом Б. М. Гракова. Обстеження пам'ятки проводили також у 1981 р. археологи Дніпропетровського історичного музею ім. Д. І. Яворницького Л. М. Голубчик та Л. М. Чурилова; у 2001 р. — співробітник Дніпропетровського обласного центру з охорони історико-культурних цінностей О. В. Рутковська та співробітник Лабораторії археології Подніпров'я ДНУ В. М. Шалобудов; у 2004 р. — співробітник Дніпропетровського обласного центру з охорони історико-культурних цінностей Н. М. Жарінова.
Поодинокий курган заввишки — 9 м, діаметр — 140 м. Насип задернований, на вершині установлений геодезичний знак. Біля кургану зібрані фрагменти амфор.